# 李秉恒
李秉恒（1961年10月—），辽宁凌源人，汉族，中国共产党党员。中华人民共和国政治人物、第十三届全国人民代表大会湖北省代表。

## 生平
2018年，李秉恒被选为湖北省出席第十三届全国人民代表大会代表。